# توماس ر. بارد
توماس ر. بارد هو سياسي أمريكي، ولد في 8 ديسمبر 1841 في شامبرسبورغ في الولايات المتحدة، وتوفي في 5 مارس 1915 في بورت هوينيمي في الولايات المتحدة. نشط حزبياً في الحزب الجمهوري. وقد انتخب عضو مجلس الشيوخ الأمريكي ‏ عن دائرة California Class 1 senate seat ‏ وقد انضم خلال فترته النيابية ‏ (4 مارس 1903 – 4 مارس 1905) للكتلة البرلمانية الحزب الجمهوري وانتخب عضو مجلس الشيوخ الأمريكي ‏ عن دائرة California Class 1 senate seat ‏ وقد انضم خلال فترته النيابية ‏ (4 مارس 1901 – 4 مارس 1903) للكتلة البرلمانية الحزب الجمهوري وانتخب عضو مجلس الشيوخ الأمريكي ‏ عن دائرة California Class 1 senate seat ‏ وقد انضم خلال فترته النيابية ‏ (7 فبراير 1900 – 4 مارس 1901) للكتلة البرلمانية الحزب الجمهوري.